# August Busse
August Busse (* 27. Januar 1839 in Berlin; † 9. Januar 1896 ebenda, vollständiger Name: August Wilhelm Martin Heinrich Busse) war ein deutscher Architekt und preußischer Baubeamter.

## Leben
August Busse wurde als Sohn des Architekten Carl Ferdinand Busse geboren und wurde wie seine Brüder Carl und Conrad ebenfalls Architekt. Seine Ausbildung erhielt er bei seinem Vater, sowie bei Gustav Möller und Hermann Ende. Von 1857 bis 1861 besuchte er die Berliner Bauakademie mit einer abschließenden Bauführer-Prüfung. Nach Studienreisen nach Belgien, Frankreich und Italien war er ab 1862 in Aachen und bei A. Kümmritz in Berlin praktisch tätig. Im Februar 1867 machte er die Baumeister-Prüfung. Zwischen 1867 und 1876 arbeitete er sowohl im Marine- und Handelsministerium und in der Ministerial-Baukommission als auch als Stadtbaumeister in Görlitz und als Privatbaumeister. 1876 wurde er Garnison-Bauinspektor im Kriegsministerium und 1879 Regierungsrat im Reichskanzleramt für Staatsbauten. 1884 wurde er Geheimer Regierungsrat und Vortragender Rat im Reichsamt des Innern. Zusammen mit Friedrich Adler und Reinhold Persius war er Mitglied der Sachverständigenkommission für den Reichstagsbau. Ab 1889 war er als Geheimer Oberregierungsrat zuständig für Staatsbauten des Deutschen Reichs.

## Bauten
- 1875–1877: Oberleitung bei Heinrich Herrmann am Kriminalgericht in Moabit (erhaltene Teile unter Denkmalschutz[1])
- 1875–1878: Dragonerkaserne zwischen Gneisenau- und Blücherstraße (zusammen mit Hugo Steuer, nach Entwurf von Ferdinand Fleischinger)
- 1876–1878: Bauleitung Kadettenanstalt Groß-Lichterfelde (nach Entwürfen von Gustav Voigtel und Ferdinand Fleischinger)
- Um 1880: Generalmilitärkasse in der Königgrätzer Straße
- 1885–1886: Umbau des Reichsamts des Innern, Wilhelmstraße 74
- 1885–1887: Erweiterungsbau des Statistischen Amts, Lützowufer 6–8
- 1887–1891: Patentamt Luisenstraße 33/34 (Denkmalschutz[2])
- 1891–1894: Reichsversicherungsamt, Königin-Augusta-Straße 25–27 (heute Reichpietschufer 50; Denkmalschutz[3])
- 1894–1897: Gesundheitsamt, Klopstockstraße 18 (heute Bartningallee 2–4)[4] und Erweiterungsbauten am Auswärtigen Amt
- Ab 1885: Bauten für die Physikalisch-Technische Reichsanstalt (zusammen mit Paul Spieker)